# ماريا مانويلا أميرة البرتغال

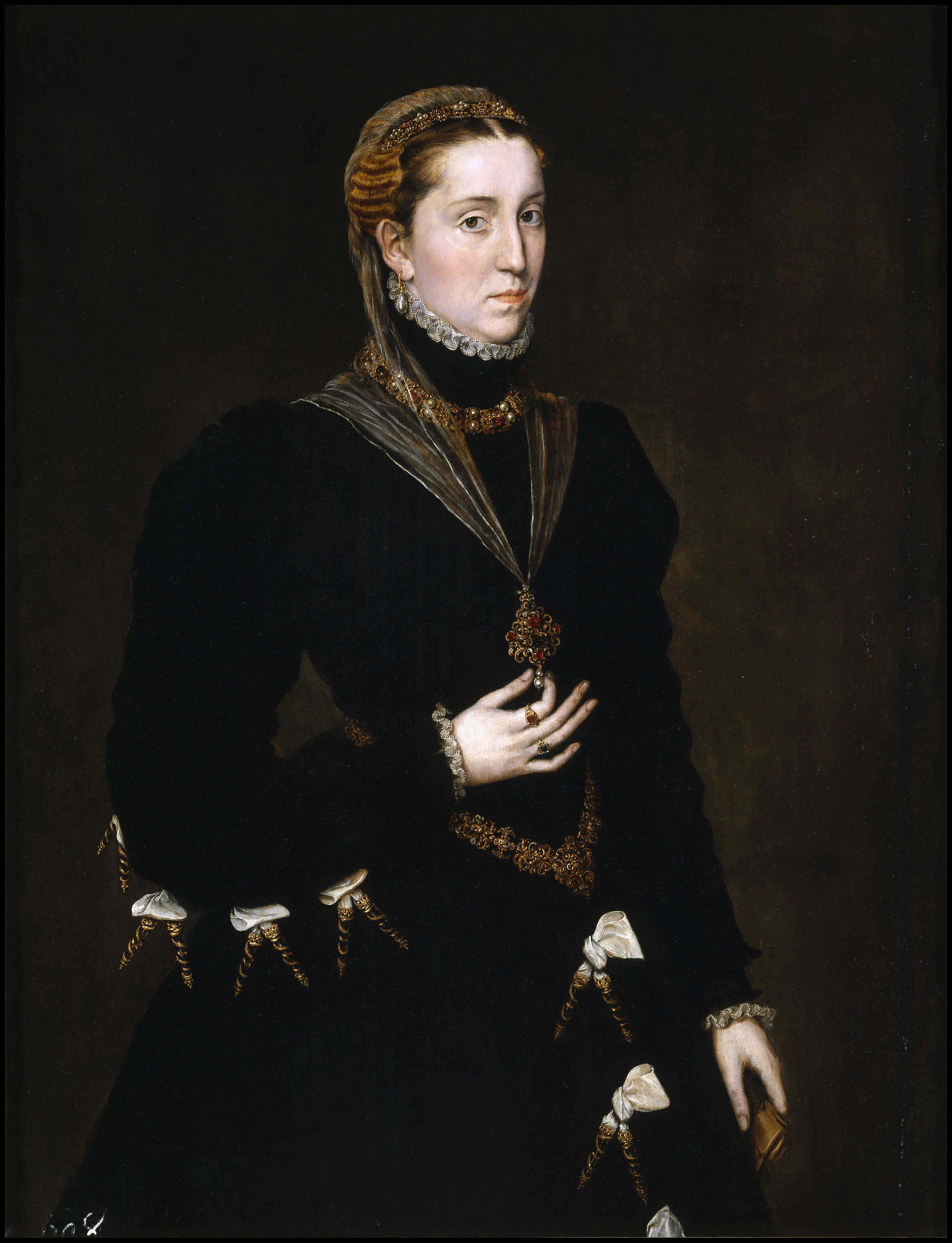

ماريا مانويلا من البرتغال (بالبرتغالية: Maria Manuela, Princesa de Portugal‏) (1527-1545) كانت ابنة الملك جون الثالث من البرتغال وزوجته كاثرين من النمسا ملكة إسبانيا قرينة من خلال زواجه لملك إسبانيا فيليب الثاني ملك إسبانيا وانجنبا كارلوس, أمير أستورياس الذي توفى في 1568.